# Le Châtelet-en-Brie
Le Châtelet-en-Brie település Franciaországban, Seine-et-Marne megyében. Lakosainak száma 4231 fő (2022. január 1.). Le Châtelet-en-Brie Pamfou, Sivry-Courtry, La Chapelle-Gauthier, Les Écrennes, Féricy, Fontaine-le-Port és Machault községekkel határos.

## Népesség
A település népességének változása:
| Lakosok száma | 4417 | 4455 | 4548 | 4454 | 4396 | 4339 | 4282 | 4258 | 4231 |
|               | 2013 | 2015 | 2016 | 2017 | 2018 | 2019 | 2020 | 2021 | 2022 |